# Яблонь-Замбровізна
Яблонь-Замбровізна (пол. Jabłoń-Zambrowizna) — село в Польщі, у гміні Нові Пекути Високомазовецького повіту Підляського воєводства.
Населення — 54 особи (2011).
У 1975-1998 роках село належало до Ломжинського воєводства.

## Демографія
Демографічна структура станом на 31 березня 2011 року:
|          | Загалом | Допрацездатний вік | Працездатний вік | Постпрацездатний вік |
| -------- | ------- | ------------------ | ---------------- | -------------------- |
| Чоловіки | 30      | 7                  | 21               | 2                    |
| Жінки    | 24      | 3                  | 14               | 7                    |
| Разом    | 54      | 10                 | 35               | 9                    |